# A pesar de Treblinka
A pesar de Treblinka es un documental uruguayo de 2002, producido por la Universidad ORT Uruguay y dirigido por Gerardo Stawsky. Filmado en Uruguay e Israel y estrenado el 6 de abril de 2002 en el marco del XX Festival de Cine de Cinemateca Uruguaya, explora los esfuerzos de algunos de los sobrevivientes del campo de exterminio de Treblinka por rehacer sus vidas y superar el trauma.

## Premios
- Destaque especial en el XX Festival de Cine de Cinemateca Uruguaya (2002).[2]